# Fasci preformati per il sonar

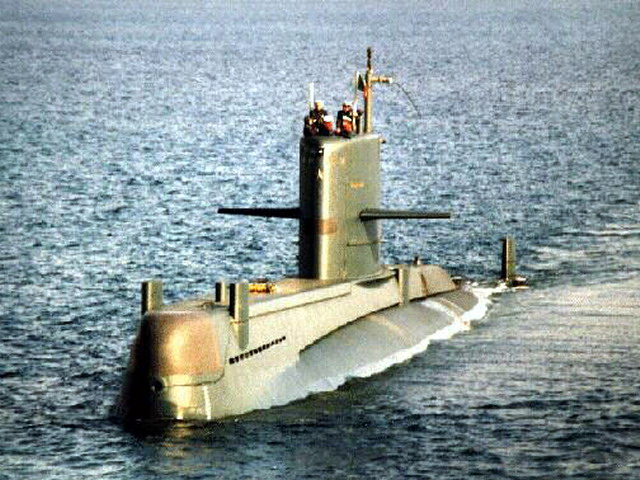
Sottomarino Sauro con sonar a fasci preformati.

I fasci preformati per il sonar consentono al localizzatore subacqueo la scoperta simultanea dei bersagli che si trovino in tutto l'arco dell'orizzonte relativo al sottomarino nel quale sono installati.

## Storia
Agli inizi della seconda guerra mondiale per scoprire i bersagli con il sonar, nell'arco di tutto l'orizzonte, si faceva ruotare meccanicamente una piccola base acustica, e con essa la sua caratteristica di direttività nell'arco dei {\displaystyle 360}°; in un secondo tempo, con un particolare sistema detto compensatore si ruotava artificialmente il fascio di direttività della base lasciando la stessa ferma. 
Queste operazioni richiedevano molto tempo nella ricerca su tutto l'arco dell'orizzonte, consentivano però ottime caratteristiche di precisione di rilevamento angolare dell'ordine di {\displaystyle 0.1}°.
Con lo sviluppo dell'elettronica nasce l'idea dei fasci acustici preformati, con essi tutto l'orizzonte subacqueo viene esplorato in modo istantaneo per tutti i {\displaystyle 360^{\circ }}.
Un sistema a fasci preformati in hardware è stato studiato per la prima volta in Italia nel 1960 per i sonar installati a bordo dei sottomarini Cl. Toti.

## Esplorazione simultanea dello spazio subacqueo

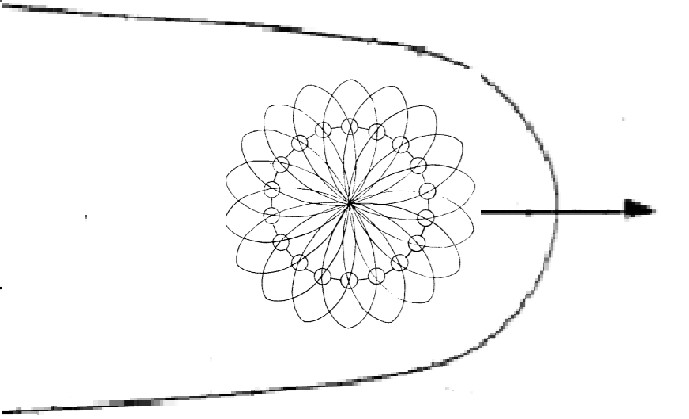
Base circolare a prua del sottomarino: insieme di fasci preformati indirizzati su tutto l'arco dell'orizzonte

L'esplorazione simultanea dello spazio subacqueo è un processo tecnologico in grado di aumentare le capacità operative del sonar consentendogli la scoperta e la localizzazione dei bersagli in tutto l'arco dell'orizzonte nello stesso tempo d'osservazione.
Il sistema tecnologico si basa su di una molteplicità di elaboratori hardware o software opportunamente implementati nelle strutture del sonar; gli elaboratori hanno la funzione di generare molteplici fasci acustici dal cui numero dipende la precisione di rilevamento e la capacità di scoperta.

### Numero dei fasci
Un singolo fascio preformato consente la visualizzazione dei segnali acustici emessi dai semoventi navali in una determinata direzione; {\displaystyle 72} fasci, ad esempio, indirizzati per le direzioni {\displaystyle 0^{\circ }\ ;\ 5^{\circ }\ ;\ 10^{\circ }\ ;\ 15^{\circ }.....355}° permettono la scoperta dei bersagli su tutto l'arco dell'orizzonte.
Il numero dei fasci preformati dipende dalla precisione di localizzazione imposta in fase di progetto.
Le strutture a fasci preformati hardware possono essere realizzate sia con rivelatori d'inviluppo che con correlatori.

### Struttura hardware a fasci preformati

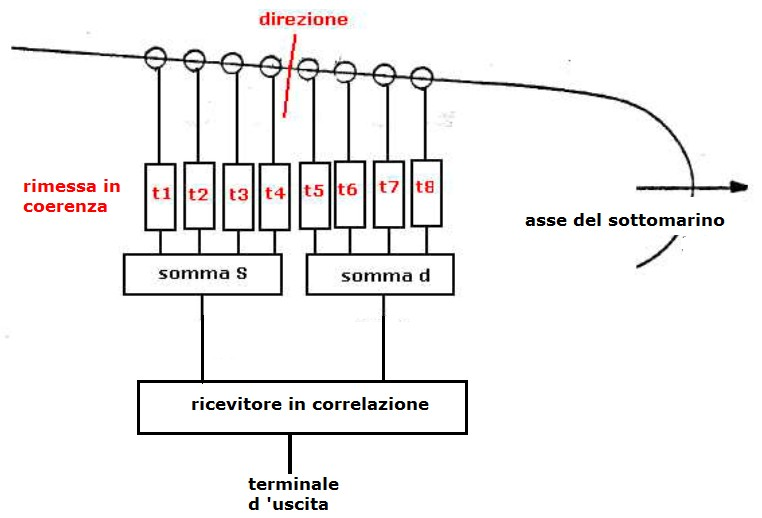
Schema a blocchi dell'hardware per la generazione di un fascio preformato

Un sistema a fasci preformati hardware è formato da un insieme di strutture elettroniche, uguali tra loro, in numero pari al numero dei fasci voluti.
Una struttura a fasci preformati, di tipo analogico-digitale, vede la circuitazione relativa composta dai seguenti dispositivi:
- Due gruppi d'idrofoni facenti parte della base idrofonica installata sul sottomarino[N 5].
- Un blocco di tante unità di ritardo temporale quanti sono gli idrofoni impiegati
- Due blocchi elettronici per le somme, destra e sinistra, delle tensioni fornite dai due gruppi d'idrofoni.
- Un dispositivo per la misura della coerenza tra le due tensioni di somma.

#### Dettagli della struttura
Ciascun fascio esegue la rimessa in coerenza dei segnali idrofonici per compensare i diversi tempi di percorrenza del suono in mare, seguono due sommatori e il ricevitore in correlazione con integratore analogico. 
Per un corretto funzionamento del sistema la caratteristica di direttività di ciascun fascio deve sovrapporsi alle adiacenti a circa  {\displaystyle -3\ dB} (decibel) rispetto al massimo.
Le diverse tensioni dei blocchi di formazione fasci sono esplorate, ciclicamente nel tempo, da un circuito serializzatore elettronico e da questo inviate al sistema di presentazione video di tipo panoramico.

Sistema a fasci preformati: presentazione video panoramica di tipo A- Visione di un picco di segnale dovuto alla scoperta di un bersaglio

## Evoluzione dei sonar a fasci preformati
Sonar a fasci preformati sviluppati in Italia nel periodo 1960-2002

### Sonar per sottomarini Cl. Toti -1960-
Caratteristiche:

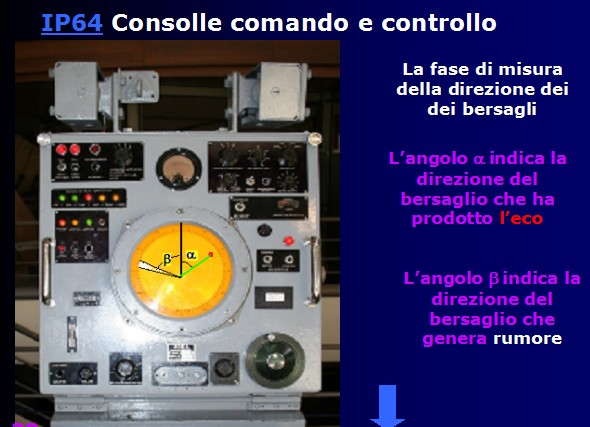
Consolle di presentazione video a fasci preformati per il sonar IP60 -elaborazione dati tipo analogico-

- Presentazione video in coordinate polari[N 8]
- Sonar a 36 fasci preformati in alta frequenza[N 9] ( uno ogni {\displaystyle 10}° ) impiegato prevalentemente alla scoperta dei bersagli con il metodo dell'eco[N 10]

- Arco d'orizzonte esplorato: {\displaystyle 0-360}°

- Intensità d'illuminazione delle tracce dipendente dalle ampiezze dei segnali generate dai fasci preformati.

### Sonar per sottomarini Cl. Sauro -1970-
Caratteristiche:

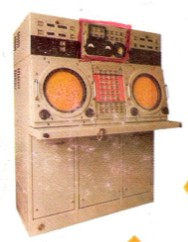
Consolle di presentazione video a fasci preformati per il sonar IP70 -elaborazione dati analogico-digitale.

- Presentazione video in coordinate polari[N 11]

- Sonar in bassa frequenza con {\displaystyle 70} fasci preformati [N 12]( uno ogni {\displaystyle 5}° per una copertura di {\displaystyle \pm 175}°)[N 13],  in alta frequenza 36 fasci preformati[N 14] (uno ogni {\displaystyle 10}°)[N 15]

- Due posti di osservazione

- Arco d'orizzonte esplorato: {\displaystyle 0-360}°

- Intensità d'illuminazione delle tracce dipendente dalle ampiezze dei segnali generate dai fasci preformati.
- Questo apparato consentiva, con i fasci preformati, la scoperta veloce dei bersagli che, una volta individuati, potevano essere localizzati con notevole precisione da un compensatore meccanico ausiliario indirizzabile velocemente nella direzione voluta.

### Sonar per sottomarini Cl. Sauro -1974-
Caratteristiche:

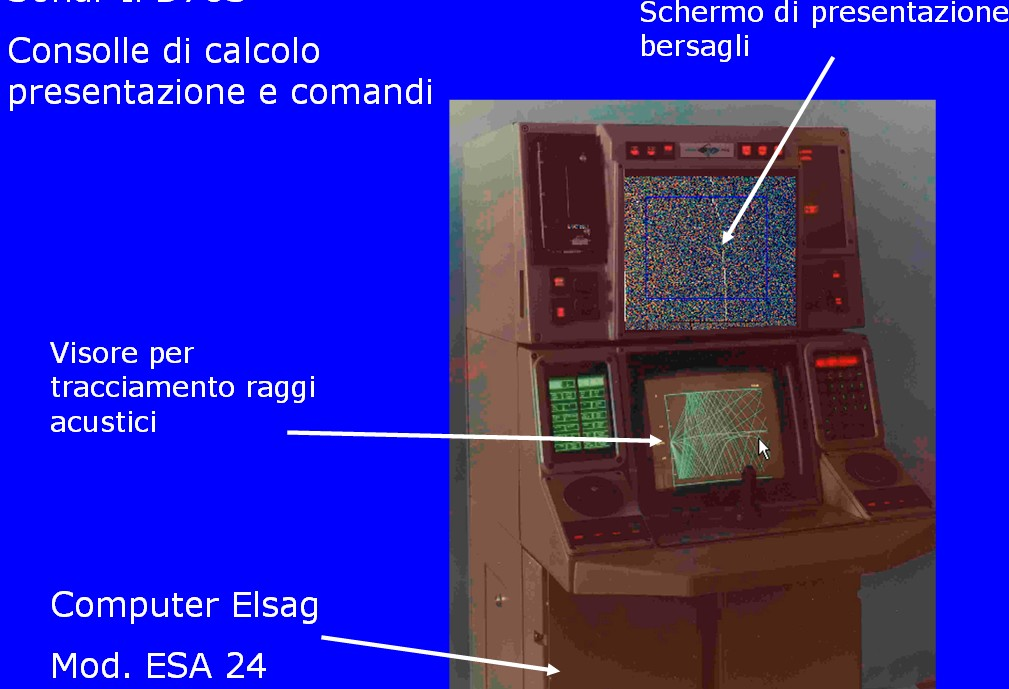
Consolle di presentazione video a fasci preformati sonar IP74 - Elaborazione dati analogico-numerica

- Presentazione video a cascata in coordinate angolo - tempo.

- Sonar in bassa frequenza a {\displaystyle 70} fasci preformati[N 16]( uno ogni {\displaystyle 5}° per una copertura di {\displaystyle \pm 175}°)[N 17], in alta frequenza {\displaystyle 36} fasci preformati[N 18] (uno ogni {\displaystyle 10}°)[N 19]

- In ascisse l'arco d'orizzonte esplorato: {\displaystyle -\ 175^{\circ }\ +\ 175}°

- In ordinate il tempo trascorso con le tracce delle evoluzioni dei bersagli per memoria tattica.

- Intensità d'illuminazione delle tracce dipendente dalle ampiezze dei segnali generate dai fasci preformati.

- Questo apparato consentiva la localizzazione di precisione con un compensatore ausiliario così come nel sonar IP70.

### Sonar sperimentale FALCON -2002-
Caratteristiche:

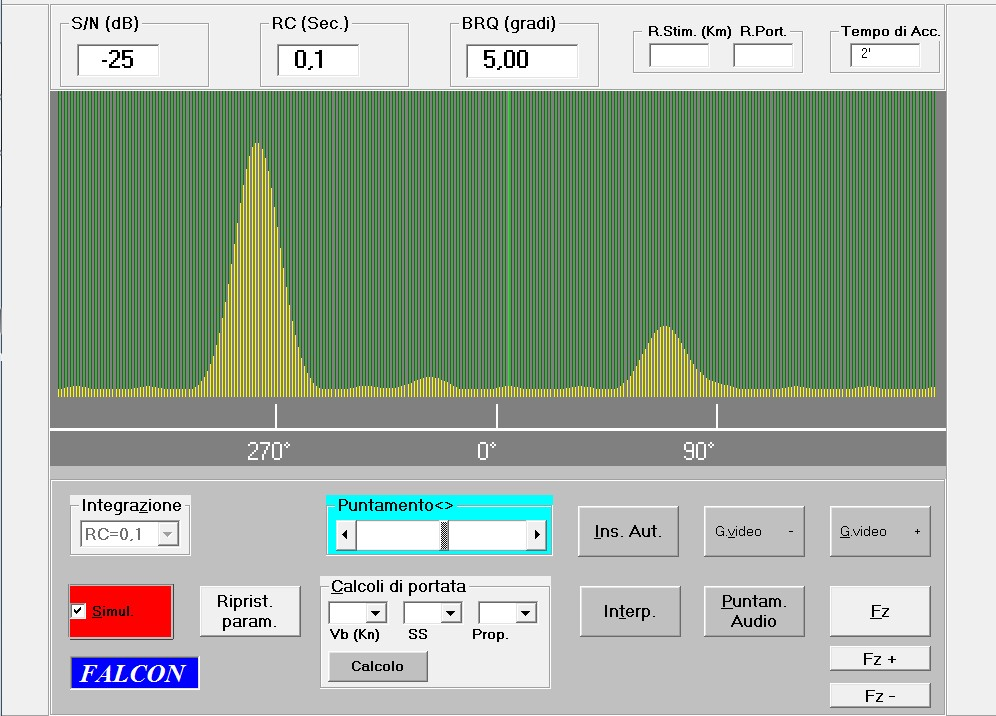
Presentazione panoramica tipo A del sonar FALCON -Elaborazione numerica-

- Presentazione della traccia dei bersagli secondo coordinate cartesiane[N 21]

- Sonar d'emergenza a {\displaystyle 36} fasci preformati in bassa frequenza[N 22] (uno ogni {\displaystyle 10^{\circ }}), studiato per i sottomarini Classi Toti e Sauro, da impiegare con la base idrofonica cilindrica a proravia del sottomarino:

In ascisse l'arco d'orizzonte esplorato: {\displaystyle -\ 180^{\circ }\ +\ 180}°
In ordinate le ampiezze dei segnali generate dai fasci preformati.

## Collegamenti interni
- Testi scaricabili liberamente